# Jerry Goldsmith
Jerrald (Jerry) Goldsmith (Los Angeles (Californië), 10 februari 1929 – Beverly Hills (Californië), 21 juli 2004) was een Amerikaans componist van filmmuziek.
Goldsmith is vooral bekend als componist van de muziek bij de televisieserie Star Trek, Star Trek: The Next Generation en Star Trek: Voyager. Hij tekende ook voor de muziek bij de gelijknamige Star Trek films.
Eveneens van zijn hand is de muziek van onder meer Chinatown,L.A. Confidential, The Mummy, Hollow Man, Total Recall, Basic Instinct, Papillon, Planet of the Apes, First Blood, Rambo: First Blood Part II en Rambo III.
In 1976 kreeg hij een Oscar voor de muziek van The Omen.

## Levensloop
Goldsmith begon op 6-jarige leeftijd met pianolessen. Vanaf zijn veertiende studeerde hij compositie, muziektheorie en contrapunt aan de universiteit van Zuid-Californië. Hij maakte daar kennis met de beroemde filmcomponist Miklós Rózsa, die hem inspireerde om filmmuziek te gaan schrijven en grote invloed had op zijn werk.
In de jaren vijftig debuteerde Goldsmith als huiscomponist van de radiozender CBS, waarvoor hij tientallen thema's componeerde.
Begin jaren zestig ontmoette hij de invloedrijke componist Alfred Newman, die zijn talent onderkende en hem aan zijn eerste grote compositieopdrachten hielp.
Zijn carrière nam een hoge vlucht toen hij muziek ging componeren voor de grote filmmaatschappij 20th Century Fox. Goldsmith vestigde zijn naam als een van de grootste componisten in de Amerikaanse filmindustrie.
Goldsmiths vriendschap met de Nederlandse regisseur Paul Verhoeven, met wie hij voor het eerst samenwerkte aan de actiefilm Total Recall, leidde tot een van de hoogtepunten in zijn oeuvre, de muziek van Basic Instinct.
Goldsmith verdiende zijn sporen ook als dirigent. Hij dirigeerde regelmatig zijn eigen werk bij het London Symphony Orchestra. In 2017 kreeg hij een ster op de Hollywood Walk of Fame in de categorie recording artist.
Zijn zoon Joel was eveneens een bekend componist.

## Filmografie
- 1957: Black Patch
- 1959: City Fear
- 1959: Face of a Fugitive
- 1960: Studs Lonigan
- 1962: The Crimebusters
- 1962: Lonely Are the Brave
- 1962: The Spiral Road
- 1962: Freud
- 1963: The List of Adrian Messenger
- 1963: Lilles of the Field
- 1963: The Stripper
- 1963: A Gathering of Eagles
- 1963: Take Her, She's Mine
- 1963: The Prize
- 1964: To Trap a Spy
- 1964: Seven Days in May
- 1964: Shock Treatment
- 1964: Fate Is the Hunter
- 1964: Rio Conchos
- 1965: The Satan Bug
- 1965: In Harm's Way
- 1965: Von Ryan's Express
- 1965: Morituri
- 1965: A Patch of Blue
- 1966: Our Man Flint
- 1966: The Trouble with Angels
- 1966: Stagecoach
- 1966: The Blue Max
- 1966: Seconds
- 1966: The Sand Pebbles
- 1967: In Like Flint
- 1967: The Flim-Flam Man
- 1967: Hour of the Gun
- 1968: Sebastian
- 1968:  Planet of the Apes
- 1968: The Detective
- 1968: Bandolero!
- 1969: The Illustrated Man
- 1969: 100 Rifles
- 1969: The Chairman
- 1969: Justine
- 1970: Patton
- 1970: The Ballad of Cable Hogue
- 1970: Tora! Tora! Tora!
- 1970: The Traveling Executioner
- 1970: Rio Lobo
- 1971: The Mephisto Waltz
- 1971: Escape from the Planet of the Apes
- 1971: Wild Rovers
- 1991: The Last Run
- 1972: The Culpepper Cattle Co.
- 1972: The Other
- 1972: The Man
- 1973: Shamus
- 1973: Ace Eli and Rodger of the Skies
- 1973: One Little Indian
- 1973: The Don Is Dead
- 1973: Papillon
- 1974:  Ransom
- 1974: Chinatown
- 1974: S*P*Y*S
- 1975: Breakout
- 1975: The Reincarnation of Peter Proud
- 1975: The Wind and the Lion
- 1975: Take a Hard Ride
- 1975: Breakheart Pass
- 1976: The Last Hard Men
- 1976: The Omen
- 1976: High Velocity
- 1976: The Cassandra Crossing
- 1977: Twillight's Last Gleaming
- 1977: Islands in the Stream
- 1977: MacArthur
- 1977: Damnation Alley
- 1977: Capricorn One
- 1978: Coma
- 1978: Damien: Omen II
- 1978: The Swarm
- 1978: The Boys from Brazil
- 1978: Magic
- 1978: The First Great Train Robbery
- 1979: Alien
- 1979: Players
- 1979: Star Trek: The Motion Picture
- 1980: Caboblanco
- 1981: The Salamander
- 1981: Omen III: The Final Conflict
- 1981: Inchon
- 1981: Outland
- 1981: Raggedy Man
- 1982: Night Crossing
- 1982: Poltergeist
- 1982: The Secret of NIMH
- 1982: The Challenge
- 1982: Rambo: First Blood
- 1983: Dusty
- 1983: Psycho II
- 1983: Twilight Zone: The Movie
- 1983: Under Fire
- 1984: The Lonely Guy
- 1984: Gremlins
- 1984: Supergirl
- 1984: Runaway
- 1985: Baby: Secret of the Lost Legend
- 1985: Rambo: First Blood Part II
- 1985: Explorers
- 1985: Legend
- 1985: King Solom,s Mines
- 1986: Link
- 1986: Poltergeist II: The Other Side
- 1986: Hoosiers
- 1987: Extreme Prejudice
- 1987: Innerspace
- 1987: Lionheart
- 1987: Rent-a-Cop
- 1988: Rambo III
- 1988: Criminal Law
- 1989: The 'Burbs
- 1989: Leviathan
- 1989: Warlock
- 1989: Star Trek V: The Final Frontier
- 1990: Total Recall
- 1990: Gremlins 2: The New Batch
- 1990: The Russia House
- 1991: Not Without My Daughter
- 1991: Sleeping with the Enemy
- 1992: Medicine Man
- 1992: Basic Instinct
- 1992: Mom and Dad Save the World
- 1992: Mr. Baseball
- 1992: Love Field
- 1992: Forever Young
- 1993: Matinee
- 1993: The Vanishing
- 1993: Dennis the Menace
- 1993: Rudy
- 1993: Malice
- 1993: Six Degrees of Separation
- 1994: Angie
- 1994: Bad Girls
- 1994: The Shadow
- 1994: The River Wild
- 1994: I.Q.
- 1995: Congo
- 1995: First Knight
- 1995: Powder
- 1996: City Hall
- 1996: Executive Decision
- 1996: Chain Reaction
- 1996: The Ghost and the Darkness
- 1996: Star Trek: First Contact
- 1997: Fierce Creatures
- 1997: L.A. Confidential
- 1997: Air Force One
- 1997: The Edge
- 1998: Deep Rising
- 1998: U.S. Marshals
- 1998: Mulan
- 1998: Small Soldiers
- 1998: Star Trek: Insurrection
- 1999: The Mummy
- 1999: The 13th Warrior
- 1999: The Haunting
- 2000: Hollow Man
- 2001: Along Came a Spider
- 2001: The Last Castle
- 2002: The Sum of All Fears
- 2002: Star Trek: Nemesis
- 2003: Looney Tunes: Back in Action

## Overige producties

### Televisieseries
- 1954: Climax! (1954-1957)
- 1959: Playhouse 90 (1959-1960)
- 1959: General Electric Theater (1959-1962)
- 1960: The Twilight Zone (1960-1961)
- 1960: Thriller (1960-1962)
- 1960: Gunsmoke (1960-1966)
- 1961: Cain's Hundred
- 1961: Dr. Kildare (1961-1966)
- 1964: The Man from U.N.C.L.E. (1964-1968)
- 1965: Voyage to the Bottom of the Sea (1964-1968)
- 1966: The Girl from U.N.C.L.E. (1966-1967) - titelthema
- 1972: The Waltons (1972-1981)
- 1973: Police Story (1973-1978)
- 1973: Barnaby Jones (1973-1980)
- 1974: QB VII
- 1981: Masada
- 1987: Star Trek: The Next Generation (1987-1994) - titelthema
- 1995: Star Trek: Voyager (1995-2001)

### Televisiefilms
- 1960: The Gambler, the Nun and the Radio
- 1962: The Expendables
- 1967: Warning Shot
- 1970: Prudence and the Chief
- 1970: The Brotherhood of the Bell
- 1971: A Step Out of Line
- 1973: The Red Pony
- 1975: Babe
- 1977: Contract on Cherry Street
- 1992: The Bogie Man

## Prijzen en nominaties

### Academy Awards
| Jaar | Titel                         | Categorie                             | Uitslag     |
| ---- | ----------------------------- | ------------------------------------- | ----------- |
| 1963 | Freud                         | Beste filmmuziek aanzienlijk          | Genomineerd |
| 1966 | A Patch of Blue               | Beste filmmuziek aanzienlijk          | Genomineerd |
| 1967 | The Sand Pebbles              | Beste filmmuziek                      | Genomineerd |
| 1969 | Planet of the Apes            | Beste filmmuziek (niet een musical)   | Genomineerd |
| 1971 | Patton                        | Beste filmmuziek                      | Genomineerd |
| 1974 | Papillon                      | Beste dramatische filmmuziek          | Genomineerd |
| 1975 | Chinatown                     | Beste dramatische filmmuziek          | Genomineerd |
| 1976 | The Wind and the Lion         | Beste dramatische filmmuziek          | Genomineerd |
| 1977 | The Omen                      | Beste filmmuziek                      | Gewonnen    |
| 1977 | The Omen                      | Beste filmsong                        | Genomineerd |
| 1979 | The Boys from Brazil          | Beste filmmuziek                      | Genomineerd |
| 1980 | Star Trek: The Motion Picture | Beste filmmuziek                      | Genomineerd |
| 1983 | Poltergeist                   | Beste filmmuziek                      | Genomineerd |
| 1984 | Under Fire                    | Beste filmmuziek                      | Genomineerd |
| 1987 | Hoosiers                      | Beste filmmuziek                      | Genomineerd |
| 1993 | Basic Instinct                | Beste filmmuziek                      | Genomineerd |
| 1998 | L.A. Confidential             | Beste dramatische filmmuziek          | Genomineerd |
| 1999 | Mulan                         | Beste muzikale of komische filmmuziek | Genomineerd |

### BAFTA Awards
| Jaar | Titel                 | Categorie        | Uitslag     |
| ---- | --------------------- | ---------------- | ----------- |
| 1975 | Chinatown             | Beste filmmuziek | Genomineerd |
| 1976 | The Wind and the Lion | Beste filmmuziek | Genomineerd |
| 1980 | Alien                 | Beste filmmuziek | Genomineerd |
| 1998 | L.A. Confidential     | Beste filmmuziek | Genomineerd |

### Emmy Awards
| Jaar | Titel                   | Categorie                                                                                | Uitslag     |
| ---- | ----------------------- | ---------------------------------------------------------------------------------------- | ----------- |
| 1961 | Thriller                | Beste muziek voor televisie                                                              | Genomineerd |
| 1966 | The Man from U.N.C.L.E. | Beste samenstellen van compositie, voor de originele titelmuziek                         | Genomineerd |
| 1973 | The Red Pony            | Beste compositie voor een speciaal programma                                             | Gewonnen    |
| 1975 | QB VII                  | Beste compositie voor een special, voor Part I & II                                      | Gewonnen    |
| 1976 | Babe                    | Beste compositie voor een special                                                        | Gewonnen    |
| 1981 | Masada                  | Beste compositie voor miniserie of special (dramatische achtergrondmuziek), voor afl. II | Gewonnen    |
| 1995 | Star Trek: Voyager      | Beste titelmuziek                                                                        | Gewonnen    |

### Golden Globe Awards
| Jaar | Titel                         | Categorie        | Uitslag     |
| ---- | ----------------------------- | ---------------- | ----------- |
| 1965 | Seven Days in May             | Beste filmmuziek | Genomineerd |
| 1967 | The Sand Pebbles              | Beste filmmuziek | Genomineerd |
| 1975 | Chinatown                     | Beste filmmuziek | Genomineerd |
| 1980 | Star Trek: The Motion Picture | Beste filmmuziek | Genomineerd |
| 1980 | Alien                         | Beste filmmuziek | Genomineerd |
| 1984 | Under Fire                    | Beste filmmuziek | Genomineerd |
| 1993 | Basic Instinct                | Beste filmmuziek | Genomineerd |
| 1998 | L.A. Confidential             | Beste filmmuziek | Genomineerd |
| 1999 | Mulan                         | Beste filmmuziek | Genomineerd |

### Grammy Awards
| 1966 | The Man from U.N.C.L.E. | Beste muziek voor film of televisieshow              | Genomineerd |
| 1975 | QB VII                  | Album van beste muziek voor film                     | Genomineerd |
| 1976 | The Wind and the Lion   | Album van beste muziek voor film of televisiespecial | Genomineerd |
| 1977 | The Omen                | Beste album van muziek voor film of televisiespecial | Genomineerd |
| 1980 | Alien                   | Beste album van muziek voor film of televisiespecial | Genomineerd |